# Can You Feel the Love Tonight
Can You Feel the Love Tonight er en sang skrevet af Elton John (melodi) og Tim Rice (tekst) til Disney-filmen Løvernes Konge fra 1994. I den danske oversættelse fik titlen Føl hvordan dit liv bli'r fyldt.
Sangen fremføres i den engelsksprogede version af filmen af Kristle Edwards, Joseph Williams, Sally Dworsky, Nathan Lane og Ernie Sabella, samt under krediteringerne af John. Den vandt 1994 Oscar-prisen for bedste originale sang. Det gav også John en Grammy i kategorien Bedste mandlige popvokalpræstation. Som single nåede den nummer fire på Billboard Hot 100.
I den danske version fremføres sangen (med den danske titel Føl hvordan dit liv bli'r fyldt) af Lise Dandanell, Pernille Højgaard, Peter Jorde, Henrik Koefoed og Lars Thiesgaard.
 Der er for få eller ingen kildehenvisninger i denne artikel, hvilket er et problem. Du kan hjælpe ved at angive troværdige kilder til de påstande, som fremføres i artiklen.